# 응오꾸옌
응오꾸옌(베트남어: Ngô Quyền / 吳權, 오권, 898년 4월 17일 ~ 944년 2월 14일)은 베트남 응오 왕조를 세운 왕으로 중국 왕조의 오랜 지배에서 벗어나 나라를 세운 건국자로 전오왕(베트남어: Ngô Vương / 前吳王)으로 칭해졌다. 부친은 드엉럼(唐林)의 주 목사였던 응오먼(베트남어: Ngô Mân / 呉旻)이다.

## 배경
중국에서는 당나라가 멸망하고, 양나라가 건국되고 다시 멸망하는 등 극심한 혼란이 지속되었다. 후당의 혼란기에 중국 남부의 광저우 지방에서는 오대십국 중의 하나인 남한(南漢)이 건국되어 대월을 자국의 영토로 편입하기 위해 군사를 파견한다. 이 남한과의 전쟁에서 그는 베트남 토착민 양정예(이하, 즈엉딘응에)의 예하에서 용감하게 싸워, 그에게 신뢰를 얻고 딸에게 장가를 간다. 남한 군을 격퇴한 후에 즈엉딘응에로부터 자사의 자리를 얻어 애주(愛州, 현재의 타인호아성)를 다스렸다.
즈엉딘응에가 교공선(이하, 끼에우꽁띠엔)에게 살해당하자, 응오꾸옌은 937년 12월에 애주에서 군사를 일으켜 끼에우꽁띠엔을 토벌했다. 끼에우꽁띠엔이 남한에 구원을 요청하자, 남한은 만왕 유홍조를 절도사로 임명하고, 군사를 보내 끼에우꽁띠엔을 구원하였다. 유홍조는 수군을 인솔해 대월을 침공했지만, 이때 벌써 끼에우꽁띠엔은 응오꾸옌에게 살해당한 이후였다. 응오꾸옌은 유홍조의 침공을 박당강 전투에서 승리하여 남한을 몰아냈다.
그 후, 응오꾸옌은 939년 왕위에 올라. 944년에 사망했다.

## 생애
응오꾸옌은 베트남 토착민으로 큰 키에 탄탄한 체격으로, 눈빛이 날카롭고, 걸음이 마치 호랑이같았다고 한다. 베트남의 전설에 의하면, 태어났을 때에 이상한 빛에 쌓여 있고, 등에는 큰 멍이 세 개 있었다고 한다. 장차 큰 인물이 되라고, 이름을 '꾸옌'(權)으로 붙였다. 힘은 혼자서 솥을 들어 올릴 수 있을 만큼 장사였다.
939년, 응오꾸옌은 왕위에 올라, 꼬로아를 도읍으로 정했다. 북방 봉건 조정의 천년 통치에 종지부를 찍고 중국으로부터 독립해 베트남 최초의 왕조를 세운 구국의 영웅이 되었다.
응오꾸옌은 북방 봉건주의 절도사 제도를 폐지하고, 중앙집권적인 조정을 수립했다. 왕이 조정의 중심으로 자리잡고, 정치·외교·군사의 모두를 결정하기로 했던 것이다. 문무의 관료를 두어, 조정 내의 의례와 관리의 복장의 색을 계급에 따라 규정했다.
또 지방에는 공적이 있는 장군을 선택하고, 중요한 각 주를 통치하게 했다. 딘꽁쯔(Đinh Công Trứ)는 호안쩌우(Hoan Châu), 끼에우꽁한(Kiều Công Hãn)은 푸토성의 성주가 되었다.

## 사후
944년, 응오꾸옌이 사망한다. 두 명의 아들, 응오쓰엉응업(吳昌岌)과 응오쓰엉반(吳昌文)은 아직 어려, 중앙의 정권을 지키기 위한 권력을 가지고 있지 않았다. 그리하여 외삼촌인 즈엉땀카(楊三哥)가 왕위를 찬탈해, 평왕을 자칭했다. 그 때문에 응오쓰엉응업은 도피 생활을 하는 신세로 전락하고, 각 당파가 도처로 흩어져 나라는 불안정한 상태가 되었다.
950년, 응오쓰엉반은 지방 세력의 지지를 얻어 즈엉땀카를 타도하고, 왕위를 회복한다. 그리하여 형 응오쓰엉응업을 불러 왕위를 잇게 하였다. 965년 왕위에 오른 지 3년 만에 형은 응오쓰엉응업이 사망을 하고, 다시 왕위를 이은 응오쓰엉반이 965년 사망하면서, 군웅 할거 세력인 지방의 토호의 발호가 다시 시작된다. 응오 왕조는 열 두 장군이 각 지방을 점거해 서로 싸우는 12사군의 난(967년)으로 불린 극심한 혼란 상태에 빠지게 된다.

## 가족

### 처첩
- 즈엉티

### 아들
- 응오쓰엉응업
- 응오쓰엉반
- 응오남흥
- 응오까흥